# Блэкуолл (станция)
Блэкуолл — станция Доклендского лёгкого метро, расположенная в восточном Лондоне. Станция расположена неподалёку от северного въезда в тоннель Блэкуолл, проходящий под Темзой. Станция расположена на ветке до Бектона между станциями Поплар и Ист Индиа во второй тарифной зоне.
Станция была открыта 28 марта 1994 года как и вся эта ветка. На этом месте раньше располагалась станция с названием Поплар, находившаяся на железной дороге Лондона и Блэкуолла и работавшая с 6 июля 1840 года до 3 мая 1926 года. Станция Блэкуолл на той же железной дороге была расположена дальше на восток. Обе станции видны в правом нижнем углу карты Поплара 1885 года, указанной во внешних ссылках.
К западу от станции есть пересечение путей, где поезда с Бектона и Поплара могут развернуться.